# Canciller de contenciones
En la corona de Aragón, el canciller de contenciones o de competencias era un eclesiástico nombrado por el rey para decidir las competencias entre la jurisdicción real y la eclesiástica.
Antiguamente en Aragón, el ordinario eclesiástico que se entrometía en cosas que no eran de su incumbencia o faltaba a la ritualidad de los juicios o atacaba la libertad de las personas o sus propiedades, tenía que comparecer ante el tribunal llamado banco regio para dar cuenta de su comportamiento y deshacer lo que indebidamente hubiese practicado. Mas en tiempo del rey don Pedro IV, con el fin de cortar los disturbios que afligieron su reinado, se celebró el año de 1372 entre la reina doña Leonor de Portugal, mujer de don Pedro y el nuncio cardenal Rertrand una concordia en que se estableció que en las competencias suscitadas entre la jurisdicción real y la eclesiástica se nombrasen árbitros por una y otra para dirimirlas y no habiendo conformidad entre estos, se decidiesen por un canciller eclesiástico de nombramiento real el que resolviera el punto dentro de treinta días y no haciéndolo en este tiempo se entendiera decidido a favor de la jurisdicción eclesiástica.

## Procedimiento
En su virtud, el juez que forma la competencia dirige al otro las letras inhibitorias en las cuales nombra por su parte un árbitro para determinar la duda. El juez a quien se presenten las letras debe nombrar otro árbitro en el término de tres días contados desde la presentación. Los dos árbitros deben decidir la competencia dentro de cinco días contados desde la presentación de las letras responsivas del segundo juez al primero o según la práctica desde el día y hora en que se les notifica su nombramiento, sin que de su sentencia o decisión haya recurso alguno y en caso de discordia se remiten los autos al canciller de competencias quien dentro del término de treinta días ha de pronunciar a qué jurisdicción pertenece la causa, sin que tampoco haya recurso ni apelación de su sentencia siendo de notar que si el canciller deja pasar los treinta días sin decidir, se tiene por declarada la competencia a favor de la jurisdicción eclesiástica. Si el juez a quien se intiman las letras inhibitorias no respondiere dentro de los tres días en los casos en que debe responder se le despachan otras monitorias y no respondiendo tampoco a estas dentro de otros tres días se declara la competencia contra él. Estando ausente o impedido el canciller, debe la justicia real nombrar un eclesiástico constituido en dignidad para que desempeñe sus funciones y no haciendo el nombramiento dentro de cuatro días corre el término de los treinta.
Esta institución, como desde luego se echa de ver, menoscababa las regalías de la corona, pues que sometía la jurisdicción real a la eclesiástica. Era además humillante para las audiencias territoriales, pues que disminuía su dignidad y la consideración que se debe a los ministros que las componen. Efectivamente, cuando ambas jurisdicciones se disputaban el conocimiento de un negocio, hacían de árbitros los respectivos fiscales que nunca se conformaban ni era fácil que pudieran conformarse. Tenían pues que pasar siempre los autos al canciller eclesiástico a cuya habitación se traslada una sala completa de la audiencia territorial para asesorarle, presidiéndola el mismo canciller quien ordinariamente resolvía por sí juzgando y mandando lo contrario de lo que aquella opina.
Se extinguió este juzgado de contenciones por real decreto de 31 de octubre de 1835.